# Roberto Grau
Roberto Gabriel Grau (Buenos Aires, 18 maart 1900-12 april 1944) was een Argentijnse schaker, schaakauteur en schaakmeester. Roberto Grau stond vooral bekend om de naar hem vernoemde Grau-gambiet en Grau-verdediging

## Carrière
- Argentijns kampioen in 1926, 1927, 1928, 1935, 1936 en 1939.
- Deelname namens Argentinië aan Olympiades in 1927, 1928, 1935, 1937, 1939.
- Zuid-Amerikaans kampioen in 1921 (Montevideo) en 1928 (Mar del Plata).
- Zuid-Amerikaans sub-kampioen in 1925 (Montevideo) en 1934 (Mar del Plata).

## Werk
- Roberto Grau (1940). Tratado General de Ajedrez., de bijbel voor Zuid-Amerikaanse schaakspelers.